# Loving
Loving és una pel·lícula de drama romàntic biogràfic estatunidenca del 2016 que explica la història de Richard i Mildred Loving, els demandants de la decisió de la Cort Suprema dels Estats Units (el Tribunal de Warren) de 1967, que va invalidar les lleis estatals que prohibeixen el matrimoni interracial. La pel·lícula va ser produïda per Big Beach i Raindog Films, i distribuïda per Focus Features. La pel·lícula s'inspira en The Loving Story (2011) de Nancy Buirski, un documental que segueix els Loving i el seu cas històric. S'ha doblat al valencià per a À Punt. També s'ha subtitulat al català central.
La pel·lícula va ser dirigida per Jeff Nichols, qui també va escriure el guió. Ruth Negga i Joel Edgerton interpreten Mildred i Richard Loving. Marton Csokas, Nick Kroll i Michael Shannon apareixen en papers secundaris. El rodatge principal va començar a Richmond (Virgínia), el 16 de setembre de 2015 i va acabar el 19 de novembre. Les ubicacions utilitzades per Loving es van basar principalment a Richmond, també al comtat de King and Queen, al comtat de Caroline, a Central Point i a Bowling Green.
Loving va comptar amb una estrena limitada als Estats Units el 4 de novembre de 2016, abans d'un llançament més ampli l'11 de novembre de 2016. La pel·lícula va rebre crítiques positives i va ser nomenada una de les millors pel·lícules del 2016 per diversos mitjans de comunicació. La pel·lícula va ser seleccionada per competir per la Palma d'Or al Festival de Canes de 2016, i va ser nominada a nombrosos premis, inclosa una nominació al Globus d'Or al millor actor per Edgerton i nominacions a l'Oscar i al Globus d'Or per a Nega.